# Jalibenchi, Raichur
Jalibenchi là một làng thuộc tehsil Raichur, huyện Raichur, bang Karnataka, Ấn Độ.